# AC Cesena
Az Associazione Calcio Cesena, rövidítve AC Cesena vagy egyszerűen Cesena egy 1940-ben alapított olasz labdarúgóklub. A csapat székhelye Cesena.

## Története
1920-tól egészen az 1930-as évek közepéig Unione Sportiva Renato Serra néven működött labdarúgóklub Cesenában. A csapat a nevét a város szülöttéről Renato Serráról kapta, aki egy fiatal,  hazafias író volt, ki az első világháborúban vesztette életét. Végül a második világháború kitörése az egyesület megszűnését eredményezte.
A ma is működő klub alapítása három ember nevéhez fűződik: gróf Alberto Rognoni, Arnaldo Pantani valamint Renato Piraccini. A társasághoz később csatlakozott Dr. Montemaggi, Dr. Sarti illetve Mr. Mazzotti. Az első ülésen 1940. április 21-én Giuseppe Ambrosini elnöksége alatt hivatalosan is létrehozták Associazione Calcio Cesena néven a klubot. A csapat színeit (fekete, fehér) a városi címerből kapta. Az Olasz labdarúgó-szövetség augusztus 8-án fogadta el a tagságot. Az első hivatalos mérkőzésüket 1940. november 17-én játszották a Rimini ellen.
1941-ben a harmadosztályban indultak. 1973-ig a másod- és a negyedosztály között ingáztak mígnem feljutottak a Serie A-ba. Az 1975–1976-os szezonban a 6. helyen végeztek és bejutottak az UEFA-kupa első körébe, ahonnan a német 1. FC Magdeburg ejtette ki őket 4–3-as összesítéssel. Az ezt követő 20 évben hasonló sikert nem tudtak elérni. Az 1990-es évek közepe felé egyre kevésbé jöttek az eredmények és ez ahhoz vezetett, hogy a csapat 1997-ben ismét a harmadosztályba csúszott vissza. 1 évvel később - a Serie C1 megnyerésével - ismét feljutottak de két év után újból kiestek majd csak öt év után tudtak megint feljutni. 2008-ban a gyenge szereplés ismételt kieséshez vezetett, ám két nagyszerű szezont követően jelenleg a Serie A tagjai.

## Jelenlegi keret
2012. február 25. szerint.
| #  |     | Poszt | Név                                          |
| -- | --- | ----- | -------------------------------------------- |
| 1  | ITA | K     | Francesco Antonioli                          |
| 2  | URU | V     | Guillermo Rodríguez                          |
| 5  | ITA | KP    | Roberto Guana                                |
| 5  | ITA | V     | Maurizio Lauro                               |
| 7  | ARG | KP    | Mario Santana (kölcsönben a Napolitól)       |
| 9  | ITA | CS    | Vincenzo Iaquinta (kölcsönben a Juventustól) |
| 10 | ROM | CS    | Adrian Mutu                                  |
| 11 | ITA | CS    | Vincenzo Rennella (kölcsönben a Genoatól)    |
| 13 | ITA | V     | Marco Rossi                                  |
| 14 | ITA | KP    | Giuseppe Colucci (Csapatkapitány)            |
| 15 | BRA | KP    | Raphael Martinho (kölcsönben a Cataniától)   |
| 16 | ITA | V     | Gianluca Comotto                             |
| 17 | FRA | CS    | Dominique Malonga                            |

| #  |     | Poszt | Név                                       |
| -- | --- | ----- | ----------------------------------------- |
| 18 | ITA | KP    | Marco Parolo                              |
| 22 | SWE | CS    | Tibor Čiča                                |
| 23 | CRO | V     | Damjan Đoković                            |
| 25 | SWI | V     | Steve von Bergen                          |
| 28 | TUN | KP    | Yohan Benalouane                          |
| 31 | ITA | KP    | Simone Del Nero (kölcsönben a Laziótól)   |
| 33 | CZE | KP    | Daniel Pudil (kölcsönben a Granadától)    |
| 55 | URU | K     | Jorge Martínez (kölcsönben a Juventustól) |
| 71 | ROM | V     | Stefan Popescu                            |
| 77 | ITA | K     | Luca Ceccarelli                           |
| 88 | ITA | KP    | Nicola Ravaglia                           |

## Elnökök
A csapatnak Igor Campedelli előtt mindössze 4 elnöke volt. Az alacsony szám annak köszönhető, hogy három elnök közel 20 évig töltötte be szerepét.
| A Cesena összes eddigi elnökének listája | A Cesena összes eddigi elnökének listája |
| Név                                      | Időszak                                  |
| ---------------------------------------- | ---------------------------------------- |
| Alberto Rognoni                          | 1940–1964                                |
| Dino Manuzzi                             | 1964–1980                                |
| Edmeo Lugaresi                           | 1980–2002                                |
| Giorgio Lugaresi                         | 2002–2007                                |
| Igor Campedelli                          | 2007–                                    |